# Morten Nordstrand
Morten Nordstrand, né le 8 juin 1983 à Hundested au Danemark est un footballeur international danois. Nordstrand évolue au poste d'attaquant.

## Biographie

### En club
Né à Hundested au Danemark, Morten Nordstrand est formé par le Lyngby BK, où il commence sa carrière professionnelle.
En juillet 2007, Morten Nordstrand s'engage en faveur du FC Copenhague pour un contrat de cinq ans.
Pour la saison 2009-2010, il est prêté au FC Groningue, où il a la lourde tâche de remplacer Marcus Berg, parti au Hambourg SV. Malheureusement il ne s'impose pas, ne marquant que deux buts en douze matchs de championnat.
En juin 2017 Morten Nordstrand s'engage avec le Fremad Amager.

### Équipe nationale
Morten Nordstrand débute en sélection lors d'une tournée du Danemark dans la zone CONCACAF en janvier 2007. Il participe à deux des trois matchs des siens face au Honduras (1-1), au Salvador (1-0) et aux États-Unis (1-3).
Il est de nouveau sélectionné le 12 septembre 2007 lors d'une large victoire (4-0) contre le Liechtenstein dans le cadre des qualifications pour l'Euro 2008. Il en profite pour inscrire les premier et quatrième buts de son équipe, ses premiers buts internationaux.
Il dispute son premier match de qualification pour la Coupe du monde 2010  le 11 octobre 2008, une victoire (3-0) face à Malte. Lors du match retour le 28 mars 2009, il inscrit son troisième but en compétition officielle, le Danemark s'imposant sur le même score qu'à l'aller (3-0). Dans ces qualifications, ll n'aura joué que les deux rencontres face aux Maltais.

### Buts internationaux
| # | Date       | Lieu             | Adversaire    | Score | Resultat | Compétition     |
| - | ---------- | ---------------- | ------------- | ----- | -------- | --------------- |
| 1 | 12-09-2007 | Aarhus, Danemark | Liechtenstein | 1–0   | 4–0      | Qualif. CE 2008 |
| 2 | 12-09-2007 | Aarhus, Danemark | Liechtenstein | 4–0   | 4–0      | Qualif. CE 2008 |
| 3 | 28-03-2009 | Attard, Malte    | Malte         | 3–0   | 3–0      | Qualif. CM 2010 |

## Palmarès
FC Copenhague
- Champion du Danemark (2) : 2009, 2010
- Vainqueur de la Coupe du Danemark (2) : 2009, 2012
- Meilleur buteur du Championnat du Danemark (1) : 2009

 FC Nordsjælland
- Vainqueur de la Coupe du Danemark (1) : 2011